# Ruth de Souza Schneider
Ruth de Souza Schneider (Garibaldi, 17 de maio de 1942 – Porto Alegre, 17 de junho de 2008) foi uma física brasileira, pioneira no estudo da física de plasmas no Brasil.
Foi professora do Instituto de Física da Universidade Federal do Rio Grande do Sul e é considerada pelo CNPq como uma das pioneiras da ciência no Brasil.

## Biografia
Ruth nasceu na cidade de Garibaldi, em 1942. Foi alfabetizada em casa, ingressando no terceiro ano do ensino fundamental quando a família se mudou para a capital. Concluiu o segundo grau, hoje ensino médio, no Colégio de Aplicação, onde professores do curso acabaram inspirando-a a buscar o curso de física.
Ingressou em Física na Faculdade de Filosofia da então URGS (que se tornaria a Universidade Federal do Rio Grande do Sul), concluindo a graduação em 1964. No ano seguinte, começou sua carreira docente na mesma instituição, primeiro como estagiária e depois como professora assistente. Em 1974, defendeu o mestrado em Física Nuclear, com a dissertação Energia de Separação em Camadas Internas de Núcleos. No doutorado, migrou para a física de plasmas, sob a orientação do professor convidado da Universidade de Maryland, John D. Gaffey Jr.. Ruth, praticamente, iniciou os estudos de física de plasmas no Brasil.
Orientou e formou ao menos 15 mestres e doutores em física, dando aula nos últimos anos da graduação e na pós-graduação do Instituto de Física da UFRGS. Foi paraninfa ou homenageada várias vezes nas formaturas das turmas de física da instituição durante a época em que foi professora. No cinquentenário do Instituto de Física, a biblioteca recebeu seu nome, tornando-se a Biblioteca “Biblioteca Professora Ruth de Souza Schneider”.

## Morte
Ruth morreu em 17 de junho de 2008, em Porto Alegre, deixando o marido, o também físico e professor aposentado do Instituto de Física, Cláudio Schneider, três filhos e um neto.